# Empire Brass

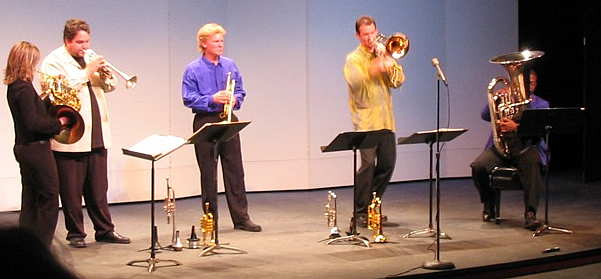
Empire Brass (2006)

Das Blechbläserquintett Empire Brass wurde in den frühen 1970er Jahren von Absolventen des Tanglewood Instituts an der Universität von Boston gegründet.
Ein früher Freund und Förderer der Musiker war Leonard Bernstein; die zwei Gründungsmitglieder Rolf Smedvig und J. Samuel Pilafian (Tuba) musizierten gemeinsam bei der Uraufführung des Theaterstücks Mass
am 8. September 1971 im John F. Kennedy Center for the Performing Arts.
Das Ensemble ist regelmäßig weltweit zu Solokonzerten und zu gemeinsamen Aufführungen mit amerikanischen Orchestern unterwegs,
es gab Gastauftritte in den USA bekannten Fernsehshows Good Morning America (Sender CBS), Today Show (NBC) und der Kindersendung Mr. Rogers’ Neighborhood (PBC)
und zahlreiche CD-Einspielungen beim Label Telarc.
Aktuelle Mitglieder:
- Kenneth Amis, Tuba
- Mark Hetzler, Posaune
- Michelle Perry, Horn
- Marc Brian Reese, Trompete
- Rolf Smedvig, Trompete

## Diskografie (Auswahl)
- 1988  Joy to the World: Music of Christmas, Angel Records
- 1988 	Fireworks, Capitol / EMI Music Distribution
- 1988 	Empire Brass plays Bernstein, Gershwin & Tilson Thomas, Telarc Distribution
- 1989 	Class Brass, Telarc Distribution
- 1989 	Music of Gabrieli, Telarc Distribution
- 1990 	Music for Organ, Brass & Percussion, Telarc Distribution
- 1990 	Royal Brass: Music from Renaissance & Baroque, Telarc Distribution
- 1991 	Braggin' in Brass, Telarc Distribution
- 1992 	Empire Brass on Broadway, Telarc Distribution
- 1992 	Romantic Brass: Music of France & Spain, Telarc Distribution
- 1993 	Mozart for Brass, Telarc Distribution
- 1993 	Class Brass - On The Edge, Telarc Distribution
- 1994 	Passage 138 B.C. - A.D. 1611, Telarc Distribution
- 1996 	The World Sings: An Empire Brass Christmas, Telarc Distribution
- 1997 	Empire Brass: Greatest Hits, Telarc Distribution
- 1999 	Class Brass: Firedance, Telarc Distribution
- 2002 	The Glory of Gabrieli, Telarc Distribution
- 2003 	Baroque Music for Brass and Organ, Telarc Distribution
- 2005 	Fireworks, EMI Music Distribution
- 2005 	A Bach Festival for Brass & Organ, EMI Music Distribution